# Slape
Slape so obcestno naselje na levem bregu Dravinje v Občini Majšperk, na severovzhodu Slovenije. Tam je tudi jez in edini mlin v Občini Majšperk. Naselje spada pod Štajersko pokrajino in Podravsko regijo.
Leta 1986 so v Slapah našli ostanke naselbine iz mlajše železne dobe.